# 3134 Kosztyinszki
A 3134 Kostinsky (ideiglenes jelöléssel A921 VA) egy kisbolygó a Naprendszerben. Sergey Belyavsky fedezte fel 1921. november 5-én.